# Auto Milan
Auto Milan war ein britischer Hersteller von Automobilen.

## Unternehmensgeschichte
Vic Minay gründete 1992 das Unternehmen in Pewsey in der Grafschaft Wiltshire. Er begann mit der Produktion von Automobilen und Bausätzen für Kit Cars. Der Markenname lautete Auto Milan. 2000 endete die Produktion. DC Mouldings aus Wales übernahm das Projekt, machte aber nicht viel damit. Insgesamt entstanden bis 2001 etwa 40 Exemplare.

## Fahrzeuge
Das einzige Modell war eine Weiterentwicklung des Pace Quadriga von Performance Automobile Construction Engineering. Der Wagen war dem Ferrari 328 ähnlich, jedoch keine direkte Nachbildung. Auf allcarindex.com abgebildet ist die Ausführung als Coupé mit Targadach. Viele Teile, so auch der Vierzylindermotor, kamen von Ford.